# ティーネ・ティング・ヘルセット
ティーネ・ティング・ヘルセット（Tine Thing Helseth, 1987年8月18日 - ）は、ノルウェーのオスロ生まれのトランペット奏者。主にクラシック音楽を演奏する。日本では「ティーネ・シング・ヘルセス」と表記されることもある。

## 概要
彼女は、現代の主要なソロ・トランペット奏者の1人である。彼女は、7歳からトランペットの演奏を始めた。

ソリストとして、ドレスデン・フィルハーモニー管弦楽団、ロイヤル・フィルハーモニー管弦楽団、ミュンヘン・フィルハーモニー管弦楽団、プラハ放送交響楽団、スーシティー·シンフォニーオーケストラ、ウィーン交響楽団、ウィーン室内管弦楽団、チューリヒ室内管弦楽団、シュトゥットガルト室内管弦楽団、アルスター管弦楽団、フィルハーモニア・バーデン・バーデン、ノルウェー国内のメジャー・オーケストラなどと共演した。

2007年オスロでのノーベル賞授賞式のガラコンサートでのオープニングを務める栄誉を担い、その様子は世界中に放送された。また、彼女の顕著な能力が認められ、2007年にはノルウェイ・グラミーで「Newcomer of the Year」、2013年には「Echo Klassik Awards」の「Newcomer of the Year」を受賞した。